# Sunnyvale (Californië)
Sunnyvale is een stad in de Amerikaanse staat Californië en telt 131.760 inwoners. Het is hiermee de 161e stad in de Verenigde Staten (2000). De oppervlakte bedraagt 56,7 km², waarmee het de 212e stad is.

## Demografie
Van de bevolking is 10,6 % ouder dan 65 jaar en bestaat voor 27,1 % uit eenpersoonshuishoudens. De werkloosheid bedraagt 1,7 % (cijfers volkstelling 2000).
Ongeveer 15,5 % van de bevolking van Sunnyvale bestaat uit hispanics en latino's, 2,2 % is van Afrikaanse oorsprong en 32,3 % van Aziatische oorsprong.
Het aantal inwoners steeg van 117.311 in 1990 naar 131.760 in 2000.

## Klimaat
In januari is de gemiddelde temperatuur 9,7 °C, in juli is dat 20,8 °C. Jaarlijks valt er gemiddeld 366,3 mm neerslag (gegevens op basis van de meetperiode 1961-1990).

## Geboren
- Diego Luna (2003), Amerikaans-Mexicaans voetballer

## Plaatsen in de nabije omgeving
De onderstaande figuur toont nabijgelegen plaatsen in een straal van 16 km rond Sunnyvale.